# Tristán Suárez
Tristán Suárez är en ort i Argentina.   Den ligger i provinsen Buenos Aires, i den centrala delen av landet, 40 km sydväst om huvudstaden Buenos Aires. Tristán Suárez ligger 22 meter över havet och antalet invånare är 27 486.
Terrängen runt Tristán Suárez är mycket platt. Runt Tristán Suárez är det mycket tätbefolkat, med 1 056 invånare per kvadratkilometer.. Närmaste större samhälle är González Catán, 15,5 km nordväst om Tristán Suárez.
Trakten runt Tristán Suárez består till största delen av jordbruksmark.